# Russelliana bulbosa
Russelliana bulbosa är en insektsart som beskrevs av Burckhardt 1987. Russelliana bulbosa ingår i släktet Russelliana och familjen rundbladloppor. Inga underarter finns listade i Catalogue of Life.